# Nižná (okres Tvrdošín)
Nižná je obec na severním Slovensku v okrese Tvrdošín v Žilinském kraji. Žije v ní přibližně 3 900 obyvatel.
Obec je významným turistickým centrem. Okolí vesnice je vhodné pro letní pěší turistiku a v zimě slouží lyžařům nedaleké lyžařské středisko Skicentrum Uhliská. Rekreaci poskytuje také místní krytá plovárna. V obci se nachází Střední odborné učiliště (se zaměřením na informatiku, elektrotechniku a řemeslné práce) a Střední umělecká škola. Přes obec vede železniční trať Kraľovany – Trstená – Nowy Targ. Tok řeky Oravy je součástí chráněného areálu Rieka Orava.

## Osobnosti
- Erika Jurinová (* 1971), poslankyně Národní rady SR
- Jozef Tomanóczy (1893–1976), papežský prelát, apoštolský protonotář